# Copa Ciudad de Santiago 1999
La Copa Ciudad de Santiago 1999, corresponde a la cuarta edición del torneo amistoso de fútbol internacional denominado Copa Ciudad de Santiago. Se celebró en Santiago de Chile en febrero de 1999 y participaron los equipos locales Universidad de Chile y Colo-Colo, junto a los europeos F. C. Colonia de Alemania y Football Club Lausana-Sport de Suiza.
FC Colonia ganó el torneo tras vencer 4-1 en la final a Lausanne-Sport. De este torneo se pueden destacar la contundente goleada 5-1 de Colo-Colo a Universidad de Chile y la baja asistencia a las tribunas. Esto último se apreció en forma notoria en la final, a la cual asistieron entre 4000 y 5000 espectadores, aproximadamente.

Todos los partidos, en jornadas dobles se jugaron en el Estadio Nacional.

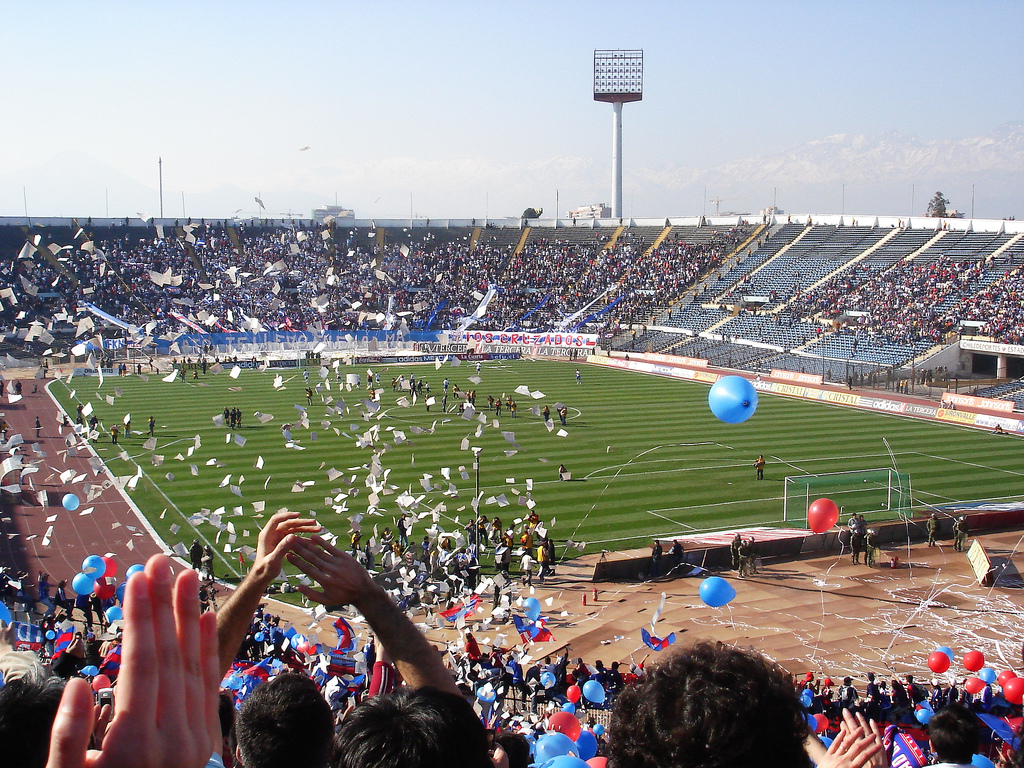
El Estadio Nacional de Chile, escenario de todos los partidos de la Copa Ciudad de Santiago 1999.

## Datos de los equipos participantes
| Equipo               | Calidad                                                         |
| -------------------- | --------------------------------------------------------------- |
| Colo-Colo            | Anfitrión y campeón de la Primera División de Chile 1998        |
| Universidad de Chile | Anfitrión y subcampeón en la Primera División de Chile 1998     |
| FC Lausanne-Sport    | Invitado y tercero en la Liga Nacional de Suiza 1997/1998       |
| FC Colonia           | Invitado y decimoséptimo en la Bundesliga de Alemania 1997/1998 |

## Modalidad
El torneo comenzó disputándose con una fase grupal de todos contra todos entre los cuatro equipos. En la segunda fase los equipos ubicados en el primer y segundo lugar en la tabla de posiciones de la primera parte disputaban la título de campeón y los equipos que se ubicaron en el tercero y cuarto lugar definen el tercer lugar final.

## Resultados

### Fase Grupal
| 3 de febrero de 1999 | Universidad de Chile                            | 3:3 (0:2) | FC Lausanne-Sport                     | Estadio Nacional de Chile, Santiago                       |                                                           |
|                      | González 52' · Castañeda 61' · Mafla 87' (pen.) |           | Puce 19' · Gerber 30' · Celestini 61' | Asistencia: 10.000 espectadores Árbitro(s): Eduardo Ponce | Asistencia: 10.000 espectadores Árbitro(s): Eduardo Ponce |

| 3 de febrero de 1999 | Colo-Colo | 1:1 (0:0) | FC Colonia  | Estadio Nacional de Chile, Santiago                    |                                                        |
|                      | Neira 53' |           | Lottner 77' | Asistencia: 10.000 espectadores Árbitro(s): Pablo Pozo | Asistencia: 10.000 espectadores Árbitro(s): Pablo Pozo |

| 7 de febrero de 1999 | Colo-Colo                                        | 5:1 (0:0) | Universidad de Chile | Estadio Nacional de Chile, Santiago                    |                                                        |
|                      | Neira 4', 52', 86' · Espina 13' · Montecinos 17' |           | Rodríguez 6'         | Asistencia: 20.000 espectadores Árbitro(s): Pablo Pozo | Asistencia: 20.000 espectadores Árbitro(s): Pablo Pozo |

| 7 de febrero de 1999 | FC Lausanne-Sport | 1:1 (1:0) | FC Colonia | Estadio Nacional de Chile, Santiago                    |                                                        |
|                      | Aziri 43'         |           | Gerber 67' | Asistencia: 20.000 espectadores Árbitro(s): Guido Aros | Asistencia: 20.000 espectadores Árbitro(s): Guido Aros |

| 9 de febrero de 1999 | Universidad de Chile   | 2:3 (1:0) | FC Colonia                                  | Estadio Nacional de Chile, Santiago                       |                                                           |
|                      | Barrera 20' · Mora 80' |           | Donkov 48' · Wollitz 49' · Dirk Lottner 84' | Asistencia: 4.500 espectadores Árbitro(s): Eduardo Gamboa | Asistencia: 4.500 espectadores Árbitro(s): Eduardo Gamboa |

| 9 de febrero de 1999 | Colo-Colo | 0:2 (0:0) | FC Lausanne-Sport      | Estadio Nacional de Chile, Santiago                     |                                                         |
|                      |           |           | Thurre 64' · Diogo 83' | Asistencia: 4.500 espectadores Árbitro(s): Rubén Selman | Asistencia: 4.500 espectadores Árbitro(s): Rubén Selman |

| Equipo               | Pts | PJ | PG | PE | PP | GF | GC | Dif |
| -------------------- | --- | -- | -- | -- | -- | -- | -- | --- |
| FC Lausanne-Sport    | 5   | 3  | 1  | 2  | 0  | 6  | 4  | 2   |
| FC Colonia           | 5   | 3  | 1  | 2  | 0  | 5  | 4  | 1   |
| Colo-Colo            | 4   | 3  | 1  | 1  | 1  | 6  | 4  | 2   |
| Universidad de Chile | 1   | 3  | 0  | 1  | 2  | 6  | 11 | -5  |

### Tercer lugar
| 11 de febrero de 1999, 19:10 (UTC-3) | Colo-Colo                         | 2:2 (2:1) | Universidad de Chile   | Estadio Nacional de Chile, Santiago                   |                                                       |
|                                      | Barticciotto 10' · Montecinos 45' |           | Olarra 18' · Mafla 52' | Asistencia: 5.000 espectadores Árbitro(s): Pablo Pozo | Asistencia: 5.000 espectadores Árbitro(s): Pablo Pozo |

 Colo-Colo se quedó con el tercer lugar por estar mejor posicionado en la tabla de la fase grupal.

### Final
| 11 de febrero de 1999 | FC Colonia                                                      | 4:1 (2:0) | FC Lausanne-Sport          | Estadio Nacional de Chile, Santiago                       |                                                           |
|                       | Munteanu 23' (pen.) · Rösele 31' · Lottner 66' · Hasenhüttl 68' |           | Alexander Voigt 68' (a.g.) | Asistencia: 5.000 espectadores Árbitro(s): Alejandro Musa | Asistencia: 5.000 espectadores Árbitro(s): Alejandro Musa |

| Germany            |
| Campeón FC Colonia |